# Alfa Romeo 146
Alfa Romeo 146 var en småbil i Golfklassen som presenterades 1995 då den ersatte 33-modellen tillsammans med systermodellen 145. 146 fanns endast i ett karosseriutförande som femdörrars halvkombi, med motorer på mellan 1,4 och 2,0 liters slagvolym. Modellen delade teknik med koncernkollegan Fiats modeller Tipo, Brava, och Bravo. Den genomgick en mindre ansiktslyftning i slutet av 1990-talet för att bättre anknyta till den större 156-modellen och kom att ersättas 2000 av 147-modellen.